# Torpilor

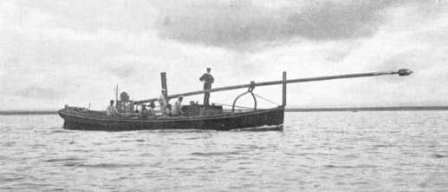
Șalupă torpiloare cu scondru din secolul al XIX-lea.

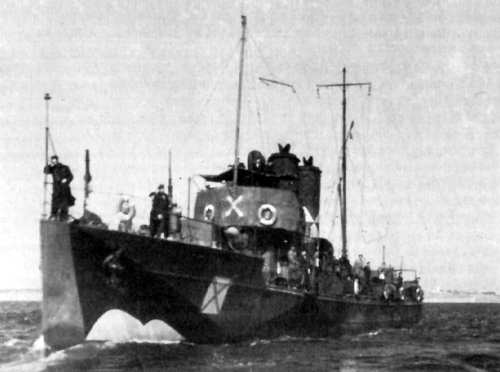
Torpilorul NMS Smeul din dotarea Marinei Regale Române.

Torpilorul este o navă militară relativ mică și rapidă, dotată cu instalații lanstorpile. Primele torpiloare erau dotate cu un scondru în capătul căruia se afla o încărcătură explozivă. Ulterior, au fost utilizate torpile autopropulsate Whitehead. Torpiloarele au fost proiectate pentru a contracara navele de război mari. Acestea nu se puteau apăra eficient împotriva unor nave mici și rapide care atacau în masă din cauza tunurilor cu tragere lentă. Torpiloarele cu scondru au dispărut din cauza apariției tunurilor cu tragere rapidă, fiind reechipate cu instalații lanstorpile. Torpiloarele sunt mai puțin costisitoare decât un vas de război mare, însă pot acționa doar în preajma coastelor din cauza autonomiei și a dimensiunilor reduse.
Pentru a contracara pericolul reprezentat de torpiloare, flotele navale dotate cu nave de război mari au introdus în dotare la sfârșitul anilor 1880 nave mai mici, denumite contratorpiloare. Acestea au fost precursoarele distrugătoarelor. Torpiloarele au evoluat în timp, fiind dotate cu armament antiaerian, tunuri de calibru mic sau rachete antinavă. În ziua de azi, torpiloarele sunt clasificate ca nave rapide de atac.